# Stephan Peitz

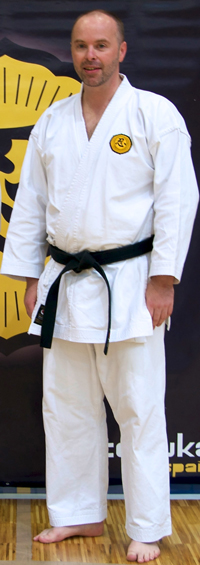
Stephan Peitz (2011)

Stephan Peitz (geb. Junk, * 19. August 1966 in Trier, Deutschland) ist ein international tätiger deutscher Meister der Kampfkunst, Kyoshi, und Träger des 7. Dan des Shorinji ryu (Karate, Kobudo, Tai Chi).
Er ist Direktor des Butokukai Germany und Schüler von Großmeister Jean Chalamon, Meijin, 10. Dan. Peitz ist Diplom-Ingenieur, Architekt und Baudenkmalpfleger.

## Kampfkunst
Am 19. März 1984 begann er in Trier mit dem Unterricht bei William Marsh, Josef Blum und Rolf Feistel im Karate und Kobudo des Shorinji Ryu und wurde Mitglied des Verbandes Shorinj Ryu International unter der Leitung von Richard Lee, 6. Dan. 1987 erlangte er den 1. Dan (Karate, Kobudo), Shorinj Ryu International, 1991 den 2. Dan (Karate, Kobudo), Shorinj Ryu International und 1995 den 3. Dan Shorinji ryu (Karate, Kobudo, Tai Chi), Butokukai Europe. 3. Dan Karate, International Traditional Karate Federation (ITKF). 1995 begannen Beziehungen zu Großmeister Jean Chalamon und dessen Lehrer Richard Kim.
1996 gründete er das erste eigene Dojo in Trier und es erfolgte die Gründung der Shorinji Ryu Akademie Deutschland. 2000 wechselte das Dojo zur Abteilung Karate, Kobudo, Tai Chi, beim PST Trier. 2001 erlangte er Menkyo Kaiden (Offizielle Lehrlizenz) des Shorinji Ryu von Großmeister Richard Kim. Der Butokukai Germany wurde als gemeinnütziger Verein gegründet.
2002 erlangte er den 4. Dan Shorinji ryu (Karate, Kobudo, Tai Chi), Butokukai Europe. 4. Dan Karate, ITKF und 2004 wurde er zum Renshi und zum Ehrenmitglied des Zen Bei Butoku Kai in Toulouse ernannt. 2005 erlangte er den 5. Dan Shorinji ryu (Karate, Kobudo, Tai Chi), Butokukai Europe. Im Jahre 2006 wurde er zum Generalsekretär des Kokusai Butokukai berufen. Gründung des Dojo Karlsruhe und 2010 den 6. Dan Shorinji ryu (Karate, Kobudo, Tai Chi), Kokusai Butokukai. Ernennung zum Kyoshi in Chambery, Frankreich. 2012 erfolgte die Gründung des Dojo Bietigheim-Bissingen. Die Eröffnung des Dojo in Markgröningen-Unterriexingen folgte Anfang des Jahres 2014 gefolgt von der Eröffnung des Honbu Dojo in Ostfildern sowie des Dojo Kordel Anfang 2015. Am 1. Juli 2015 erhält Peitz als jüngster Kampfkunst-Meister des Shorinji ryu im Alter von 48 Jahren den 7. Dan Shorinji Ryu (Karate, Kobudo, Tai Chi) von Hanshi Jean Chalamon (10. Dan). Stephan Peitz ist Honorar-Dozent an der Volkshochschule Ostfildern und Esslingen.

## Schriften
Im Selbstverlag des Butokukai Germany sind erschienen:
- Resilienz – Innere Stärke durch das Praktizieren der (Kampf) Künste des Shorinji Ryu. Ostfildern 2023.
- Secrets – Biomechanische und anthropometrische Aspekte des Shorinji Ryu. Ostfildern 2023.
- Prüfungsprogramm Shorinji Ryu Karate. Illustriert bis zum 5. Dan. Karlsruhe 2003.
- Trainingsprogramm Karate 1. 60 Übungen des Shorinji ryu Karate Do mit 831 Techniken.  Trier 2003.
- Shorinji Ryu Karate Do. Band 1: Geschichte, Meister. Karlsruhe 2005.
- Shorinji Ryu Karate Do. Band 2: Kata, Einflüsse. Karlsruhe 2005.
- Kobayashi Ryu Karate Do. Geschichte, Meister, Kata. Ostfildern 2023.
- Kobayashi Ryu Karate Do – Kata. Die 20 Kata. Josef Blum, Stephan Peitz, Ostfildern 2023.
- Shorinji Ryu Karate Do – Kata. Fukiyu Gata & Teisho. Stephan Peitz, Ostfildern 2022.
- Prüfungsprogramm Okinawa Kobudo. Illustriert bis zum 5. Dan. Trier 2001.
- Das Okinawa Kobudo des Shorinji Ryu. Geschichte, Meister, Waffen, Kata. Karlsruhe 2005.
- Okinawa Kobudo – Aragaki no Jo ni. Ostfildern 2022.
- Okinawa Kobudo – Bo Jitsu sho & dai. Ostfildern 2023.
- Okinawa Kobudo – Chatan Yara no Techu. Ostfildern 2023.
- Das Tai Chi des Shorinji Ryu. Ein historischer Überblick. Karlsruhe 2006.
- Die Tai Chi Kurzform – gespiegelt. Ostfildern 2019.
- Tai Chi Jian – Geschichte und Anwendung des kleinen Schwert Tao. Ostfildern 2016.
- Tai Chi Jian – Geschichte und Anwendung des mittleren Schwert Tao. Ostfildern 2022.
- Tai Chi Shan – Geschichte und Ablauf des Fächer Tao. Ostfildern 2017.
- Tai Chi Shan – Die Anwendungen des Fächers. Ostfildern 2020.
- Prüfungsprogramm Kenjutsu. Illustriert bis zum 5. Dan. Karlsruhe 2007.
- Das Kenjutsu des Shorinji Ryu. Geschichte des Kenjutsu des Shorinji Ryu. Karlsruhe 2007.
- 12 Seidenbrokate, Übungsanleitung. Karlsruhe 2005.
- 8 Seidenbrokate, Übungsanleitung. Karlsruhe 2008.
- 6 heilende Laute – Liu Zi Jue –, Übungsanleitung. Ostfildern 2020.
- 90 Dehnübungen, Übungsanleitung. Ostfildern 2020.
- Das Chi. Karlsruhe 2009.
- Die Macht der Atmung – Kokyu. Karlsruhe 2009.
- Der Atem des Kriegers – Wie richtiges Atmen die Kampfkunst Shorinji Ryu transformiert. Ostfildern 2025.
- Klassisches Chi Kung, Übungsanleitung. Karlsruhe 2010.
- Xiang Chi Kung, Übungsanleitung. Ostfildern 2016.
- Okinawa Kobudo – Eku / 6 Kata. Ostfildern 2024.
- DOJO – Eine Philosophie des Lernens, Seins und des Raums. Ostfildern 2024.
- DOJO – Rituale, "Radikal" betrachtet. Ostfildern 2024.
- Renshi, Kyoshi, Hanshi, Meijin - Pfad der Meisterschaft: Kriterien und Leitlinien für die Ehrentitel in der Kampfkunst". Ostfildern 2024.
- Shorinji Ryu – Tradition und Fortschritt: Die Evolution einer Kampfkunst zwischen Wurzeln und Wandel. Ostfildern 2025.
- Jean CHALAMON – Eine Biographie; Übersetzung des französischen Originals von Michèle Barot. Ostfildern 2023.